# Zona crepusculară (serial din 1959, sezonul 4)
Al patrulea sezon al serialului Zona crepusculară fost difuzat într-o zi de joi, între orele 21:00 și 22:00 pe canalul CBS în perioada 3 ianuarie - 23 mai 1963.
Este primul sezon în care episoadele durează o oră în loc de jumătate de oră. Introducerea a fost modificată: apare pentru prima dată celebra ușă plutitoare, geamul spart, ceasul, ochiul, păpușa de lemn și ecuația e= mc2. Narațiunea lui Rod Serling a fost, de asemenea, schimbată:
„Descuie această ușă cu cheia imaginației. Dincolo de ea este o altă dimensiune. O dimensiune a sunetului. O dimensiune a văzului. O dimensiune a minții. Intrăm într-un tărâm al umbrei și al substanței, al lucrurilor și al ideilor. Tocmai ai pătruns în Zona crepusculară”.
Un antract bazat pe această introducere a fost utilizat atât pentru al patrulea, cât și pentru al cincilea sezon.

## Episoade
| Nr. | Episodul | Titlu                                 | Regizat de         | Scris de                                                                               | Data difuzării    | Cod de producție |
| --- | -------- | ------------------------------------- | ------------------ | -------------------------------------------------------------------------------------- | ----------------- | ---------------- |
| 103 | 1        | „In His Image"                        | Perry Lafferty     | Charles Beaumont                                                                       | 3 ianuarie 1963   | 4851             |
| Un bărbat (George Grizzard⁠(d)) este consumat de un impuls ucigaș și de amnezie. |          |                                       |                    |                                                                                        |                   |                  |
| 104 | 2        | „The Thirty-Fathom Grave"             | Perry Lafferty     | Rod Serling                                                                            | 10 ianuarie 1963  | 4857             |
| Un sunet ciudat atrage o navă lângă un submarin scufundat în timpul celui de-al Doilea Război Mondial. |          |                                       |                    |                                                                                        |                   |                  |
| 105 | 3        | „Valley of the Shadow"                | Perry Lafferty     | Charles Beaumont                                                                       | 17 ianuarie 1963  | 4861             |
| Un reporter (Ed Nelson) descoperă un orășel care deține o tehnologie avansată pe care dorește să o păstreze secretă. |          |                                       |                    |                                                                                        |                   |                  |
| 106 | 4        | „He's Alive"                          | Stuart Rosenberg   | Rod Serling                                                                            | 24 ianuarie 1963  | 4856             |
| Liderul tulburat al unui mic grup de neonaziști (Dennis Hopper) primește sfaturi din partea unui străin misterios (Curt Conway⁠(d)) despre cum să atragă susținători.                                                                   |          |                                       |                    |                                                                                        |                   |                  |
| 107 | 5        | „Mute⁠(d)"                             | Stuart Rosenberg   | Richard Matheson                                                                       | 31 ianuarie 1963  | 4858             |
| O fată mută cu puteri telepatice (Ann Jillian⁠(d)) este unicul supraviețuitor al unui incendiu. |          |                                       |                    |                                                                                        |                   |                  |
| 108 | 6        | „Death Ship⁠(d)"                       | Don Medford        | Richard Matheson                                                                       | 7 februarie 1963  | 4850             |
| Trei astronauți (Jack Klugman, Ross Martin⁠(d) și Fred Beir) descoperă o copie fidelă a navei lor și dublurile acestora pe o planetă îndepărtată.                                                                                       |          |                                       |                    |                                                                                        |                   |                  |
| 109 | 7        | „Jess-Belle"                          | Buzz Kulik         | Earl Hamner, Jr.                                                                       | 14 februarie 1963 | 4855             |
| O munteancă (Anne Francis) cere ajutorul unei vrăjitoare (Jeanette Nolan) pentru a-și recupera iubitul (James Best⁠(d)). |          |                                       |                    |                                                                                        |                   |                  |
| 110 | 8        | „Miniature⁠(d)"                        | Walter Grauman     | Charles Beaumont                                                                       | 21 februarie 1963 | 4862             |
| Un funcționar timid (Robert Duvall) observă cum figurinele unei casei miniaturale din secolul XIX prind viață. |          |                                       |                    |                                                                                        |                   |                  |
| 111 | 9        | „Printer's Devil"                     | Ralph Senensky     | Charles Beaumont                                                                       | 28 februarie 1963 | 4864             |
| Un ziarist (Robert Sterling⁠(d)) își salvează publicația cu ajutorul misteriosului domn Smith (Burgess Meredith), care scrie articole despre evenimente care încă nu s-au întâmplat.                                                    |          |                                       |                    |                                                                                        |                   |                  |
| 112 | 10       | „No Time Like the Past"               | Justus Addiss      | Rod Serling                                                                            | 7 martie 1963     | 4853             |
| Un om de știință (Dana Andrews) călătorește în timp în încercarea de a schimba istoria. |          |                                       |                    |                                                                                        |                   |                  |
| 113 | 11       | „The Parallel"                        | Alan Crosland, Jr. | Rod Serling                                                                            | 14 martie 1963    | 4859             |
| Un astronaut (Steve Forrest⁠(d)) revine pe Pământ după o călătorie spațială și descoperă că lucrurile s-au schimbat enorm de la plecarea sa.                                                                                            |          |                                       |                    |                                                                                        |                   |                  |
| 114 | 12       | „I Dream of Genie"                    | Robert Gist        | John Furia, Jr.                                                                        | 21 martie 1963    | 4860             |
| Un funcționar (Howard Morris) achiziționează o lampă cu un duh (Jack Albertson⁠(d)) care se oferă să-i îndeplinească o dorință. |          |                                       |                    |                                                                                        |                   |                  |
| 115 | 13       | „The New Exhibit"                     | John Brahm         | Charles Beaumont                                                                       | 4 aprilie 1963    | 4866             |
| Custodele unui muzeu de ceară (Martin Balsam) păstrează cu grijă figurile de ceară ale unor criminali în serie în subsolul casei sale după ce muzeul le înlătură. Când își pierde slujba, inamicii săi sunt uciși în mod misterios.    |          |                                       |                    |                                                                                        |                   |                  |
| 116 | 14       | „Of Late I Think of Cliffordville"    | David Lowell Rich  | Bazat pe scurta povestire "Blind Alley" de : Malcolm Jameson Adaptată de : Rod Serling | 11 aprilie 1963   | 4867             |
| Un magnat în vârstă (Albert Salmi⁠(d)) renunță la avere în schimbul unei călătorii în trecut și are parte de un nou început când o întâlnește pe misterioasa domnișoară Devlin (Julie Newmar⁠(d)).                                       |          |                                       |                    |                                                                                        |                   |                  |
| 117 | 15       | „The Incredible World of Horace Ford" | Abner Biberman     | Reginald Rose                                                                          | 18 aprilie 1963   | 4854             |
| Un designer de jucării (Pat Hingle⁠(d)) revine în copilăria sa când își vizitează vechiul cartier. |          |                                       |                    |                                                                                        |                   |                  |
| 118 | 16       | „On Thursday We Leave for Home"       | Buzz Kulik         | Rod Serling                                                                            | 2 mai 1963        | 4868             |
| În 2021, un grup de pionieri spațiali se pregătesc să se întoarcă pe Pământ după ce au încercat să înființeze o nouă societate pe o planetă îndepărtată. Liderul grupului (James Whitmore) refuză însă să renunțe la funcția de lider. |          |                                       |                    |                                                                                        |                   |                  |
| 119 | 17       | „Passage on the Lady Anne"            | Lamont Johnson     | Charles Beaumont                                                                       | 9 mai 1963        | 4869             |
| Pentru a-și salva căsnicia, un cuplu (Lee Philips⁠(d), Joyce Van Patten⁠(d)) pleacă într-o croazieră, iar toți ceilalți pasageri ai navei sunt vârstnici.                                                                                |          |                                       |                    |                                                                                        |                   |                  |
| 120 | 18       | „The Bard⁠(d)"                         | David Butler       | Rod Serling                                                                            | 23 mai 1963       | 4852             |
| Un scenarist ambițios (Jack Weston⁠(d)) invocă spiritul lui William Shakespeare (John Williams) pentru a-l ajuta la redactarea unui scenariu de televiziune                                                                             |          |                                       |                    |                                                                                        |                   |                  |